# Сабанаево (Дюртюлинский район)
Сабана́ево (баш. Һабанай) — деревня в Дюртюлинском районе Республики Башкортостан Российской Федерации. Входит в состав Староянтузовского сельсовета.

## География

### Географическое положение
Находится на берегу реки Белой.
Расстояние до:
- районного центра (Дюртюли): 25 км,
- ближайшей ж/д станции (Уфа): 155 км.

## Население
| 2002 | 2009 | 2010 |
| ---- | ---- | ---- |
| 145  | ↗148 | ↗155 |

Национальный состав
Согласно переписи 2002 года, преобладающая национальность — башкиры (76 %).